# La Bête à misère
Pour plus de détails, voir Fiche technique et Distribution.
La Bête à misère (titre original : The Serpent) est un film américain muet réalisé par Raoul Walsh et sorti en 1916.

## Synopsis
En Russie, le Grand Duc Valanoff viole Vania Lazar, une jeune paysanne, après avoir tué son amoureux, Andrey Sobi. Elle part pour l'Angleterre, et devient une actrice connue, sous un nom d'emprunt. Valanoff, qui ne l'a pas reconnue, est un de ses admirateurs. Lorsqu'elle apprend l'amour qu'il porte à son fils Leo, qui se bat au front, elle devient volontaire à la Croix-Rouge pour le retrouver. Elle s'arrange pour qu'il devienne amoureux d'elle et après l'avoir épousé, revient vers Valanoff. Plus tard, elle s'arrange pour que Leo la voie dans les bras de Valanoff. Leo se suicide et Vania révèle son identité au grand-duc. 
Soudain, Vania se réveille et réalise qu'elle a rêvé et qu'elle est toujours une paysanne.

## Fiche technique
- Titre original : The Serpent
- Réalisation : Raoul Walsh
- Scénario : Raoul Walsh d'après la nouvelle The Wolf's Claw de Philip Bartholomae
- Photographie : Georges Benoît
- Production : William Fox
- Société de production : Fox Film Corporation
- Société de distribution : Fox Film Corporation
- Pays de production :  États-Unis
- Langue originale : anglais
- Format : noir et blanc — 35 mm — 1,37:1 — Film muet
- Genre : drame
- Durée : 60 minutes (5 ou 6 bobines)
- Date de sortie :
  - États-Unis : 23 janvier 1916
- Licence : Domaine public

## Distribution
- Theda Bara : Vania Lazar
- James A. Marcus : Ivan Lazar
- Lillian Hathaway : Martsa Lazar
- Charles Craig : le grand-duc Valanoff
- Carl Harbaugh : le prince Valanoff
- George Walsh : Aubrey Sobi
- Van Carter : Ema Lachno
- Marcel Morhange : Gregoire
- Bernard Nedell